# Campioni italiani assoluti di atletica leggera - Marcia 20 km femminile
Questa pagina raccoglie un elenco di tutte le campionesse italiane dell'atletica leggera nella 20 km di marcia, specialità che entrò nel programma dei campionati nel 1992 e che è ancora presente. È una gara praticata su strada.

## Albo d'oro
| Anno | Atleta (società)                                      | Prestazione           |
| ---- | ----------------------------------------------------- | --------------------- |
| 1992 | Annarita Sidoti Tyndaris Caleca                       | 1h36'54"              |
| 1993 | Ileana Salvador Sisport Fiat Snia                     | 1h31'53"              |
| 1994 | Gara non in programma                                 | Gara non in programma |
| 1995 | Annarita Sidoti Tyndaris Caleca                       | 1h37'43"              |
| 1996 | Erica Alfridi Snam                                    | 1h32'53"              |
| 1997 | Erica Alfridi Snam                                    | 1h28'13"              |
| 1998 | Santa Compagnoni CUS Bologna                          | 1h33'46"              |
| 1999 | Erica Alfridi Snam                                    | 1h31'52"              |
| 2000 | Annarita Sidoti Fondiaria SAI Atletica                | 1h34'52"              |
| 2001 | Elisabetta Perrone Gruppo Sportivo Forestale          | 1h33'38"              |
| 2002 | Annarita Sidoti Fondiaria SAI Atletica                | 1h31'11"              |
| 2003 | Elisa Rigaudo Gruppi Sportivi Fiamme Gialle           | 1h35'21"              |
| 2004 | Elisa Rigaudo Gruppi Sportivi Fiamme Gialle           | 1h31'13"              |
| 2005 | Elisa Rigaudo Gruppi Sportivi Fiamme Gialle           | 1h33'46"              |
| 2006 | Gisella Orsini Gruppo Sportivo Forestale              | 1h33'28"              |
| 2007 | Gisella Orsini Gruppo Sportivo Forestale              | 1h38'41"              |
| 2008 | Elisa Rigaudo Gruppi Sportivi Fiamme Gialle           | 1h30'33"              |
| 2009 | Valentina Trapletti Centro Sportivo Esercito          | 1h37'10"              |
| 2010 | Sibilla Di Vincenzo Assindustria Sport Padova         | 1h34'39"              |
| 2011 | Federica Ferraro Centro Sportivo Aeronautica Militare | 1h38'08"              |
| 2012 | Federica Ferraro Centro Sportivo Aeronautica Militare | 1h37'43"              |
| 2013 | Federica Ferraro Centro Sportivo Aeronautica Militare | 1h36'23"              |
| 2014 | Antonella Palmisano Gruppi Sportivi Fiamme Gialle     | 1h32'24"              |
| 2015 | Valentina Trapletti Bracco Atletica                   | 1h31'48"              |
| 2016 | Sibilla Di Vincenzo Bracco Atletica                   | 1h33'30"              |
| 2017 | Valentina Trapletti Centro Sportivo Esercito          | 1h33'45"              |
| 2018 | Valentina Trapletti Centro Sportivo Esercito          | 1h32'15"              |
| 2019 | Eleonora Dominici ACSI Italia Atletica                | 1h30'35"              |
| 2021 | Eleonora Giorgi Gruppo Sportivo Fiamme Azzurre        | 1h28'39"              |
| 2022 | Valentina Trapletti Centro Sportivo Esercito          | 1h36'58"              |
| 2023 | Valentina Trapletti Centro Sportivo Esercito          | 1h32'57"              |